# Jaan Poska tänav
La rue Jaan Poska (estonien : Jaan Poska tänav) est une rue de Tallinn en Estonie,.

## Présentation
La rue Jaan Poska traverse les quartiers de Kadriorg et de Raua dans l'arrondissement de Kesklinn.
La rue commence à l'intersection de la rue Kollane tänav et de la rue Laulupeo tänav.
Elle se termine à la route de Narva.
Sa longueur est de 1,007 km.
La rue porte le nom de Jaan Poska, dans les années 1940 à 1991, la rue s'appelait Leineri tänav.

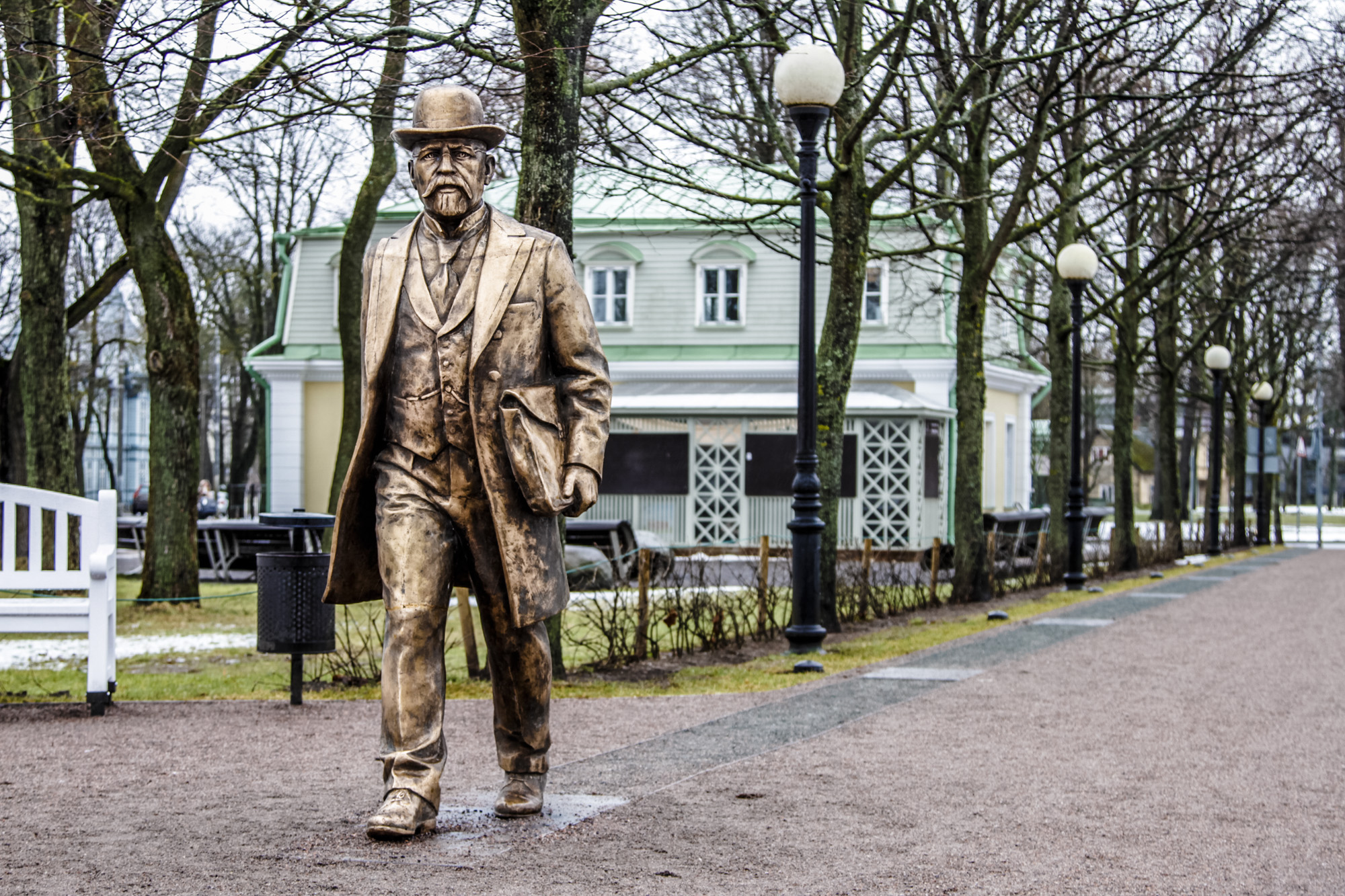
Satue de Jaan Poska, Jaan Poska tänav 47.

## Transports
Au bout de la rue se trouve l'arrêt « Jaan Poska » des lignes de tramway n°1 et 3.

## Lieux et monuments de la rue

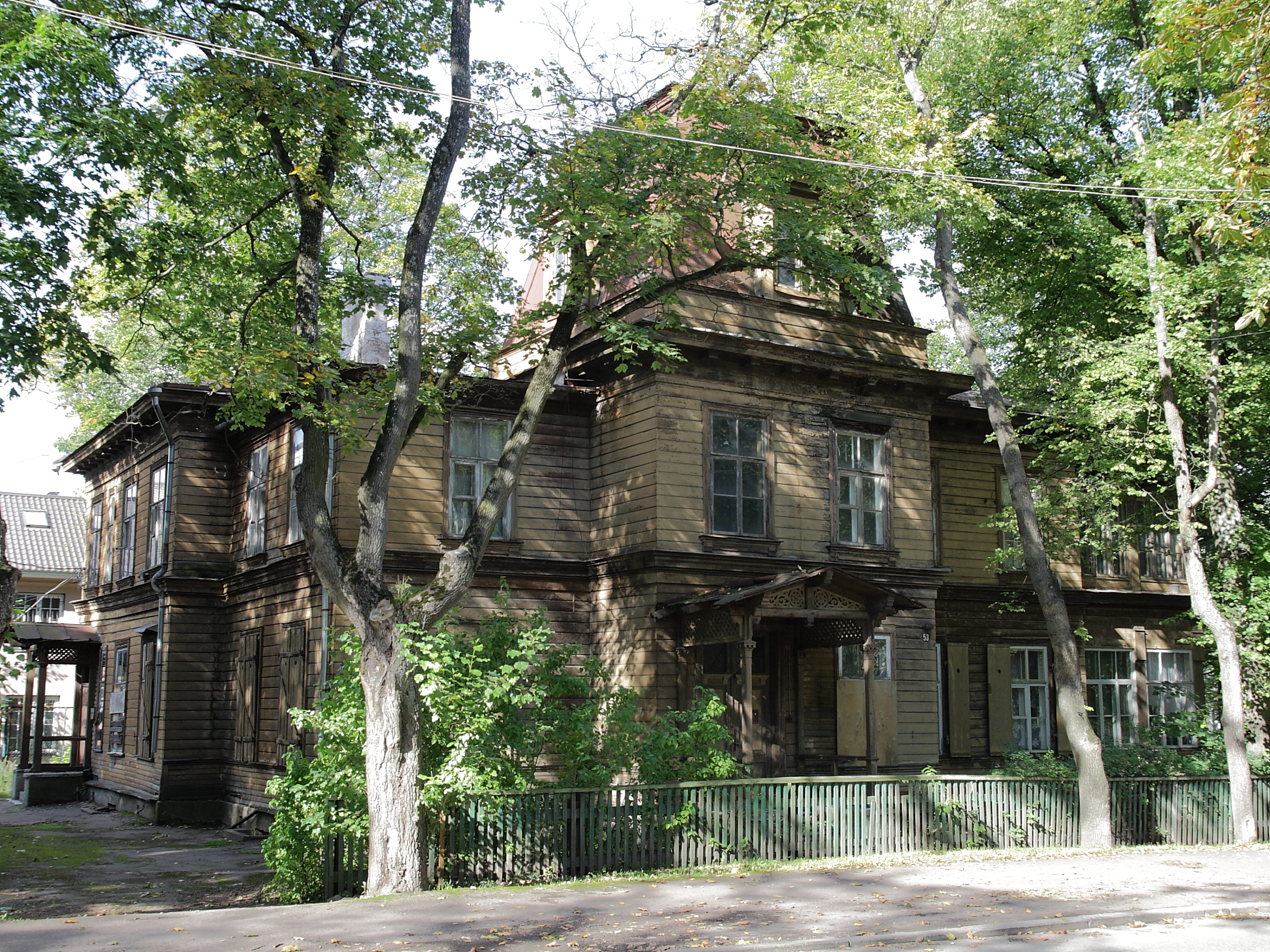
Poska 53
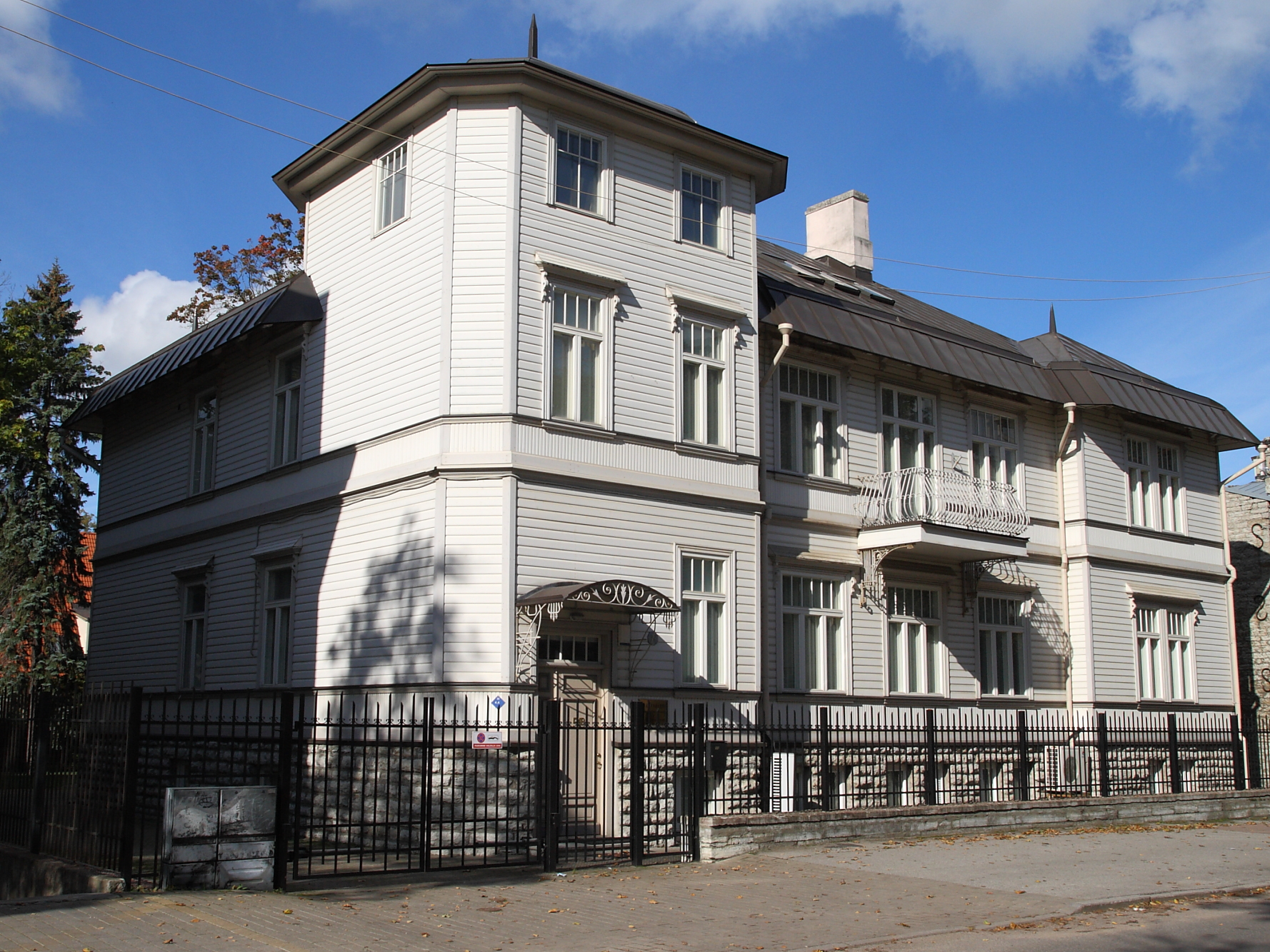
Poska 51b
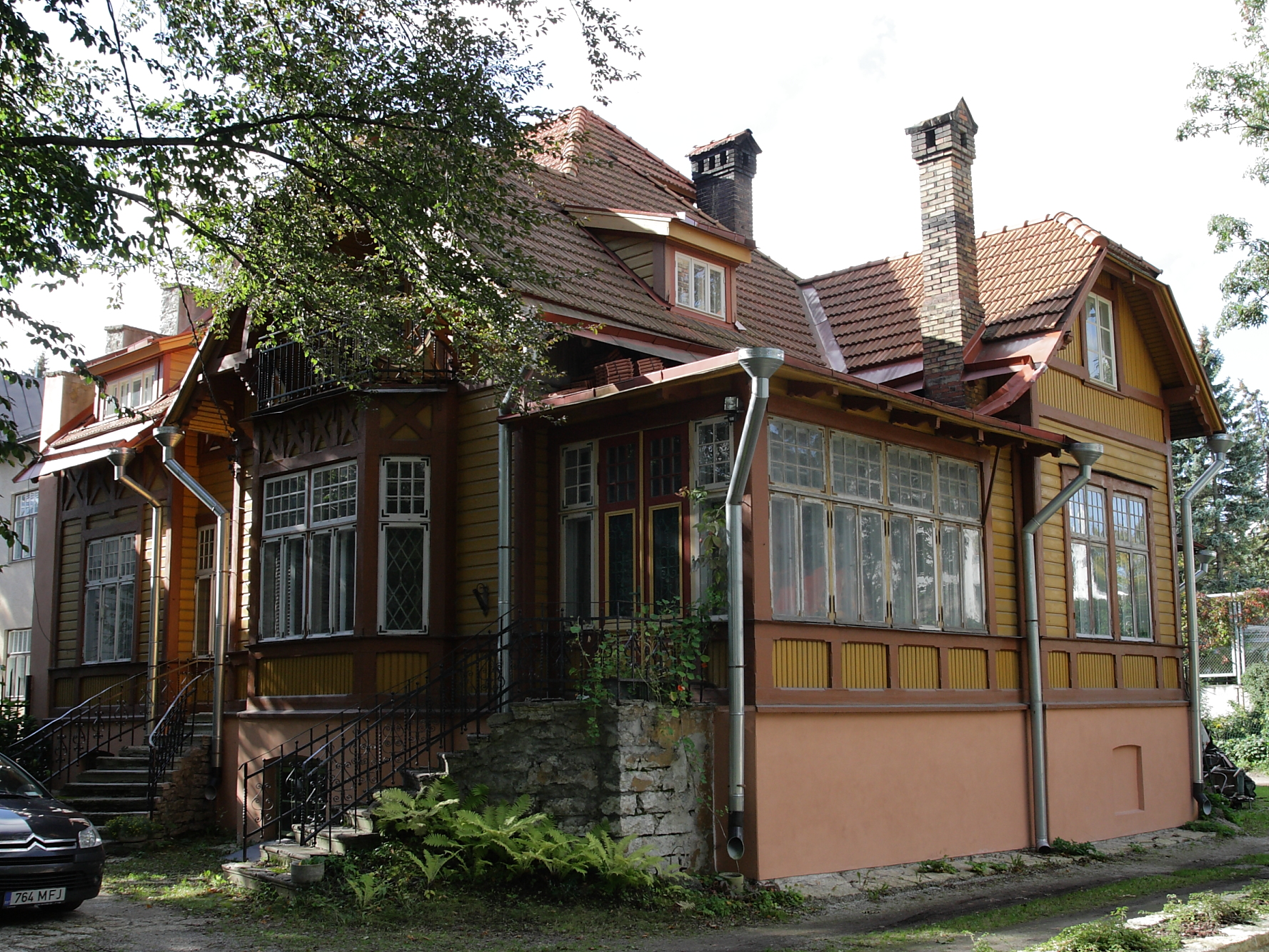
Poska 51
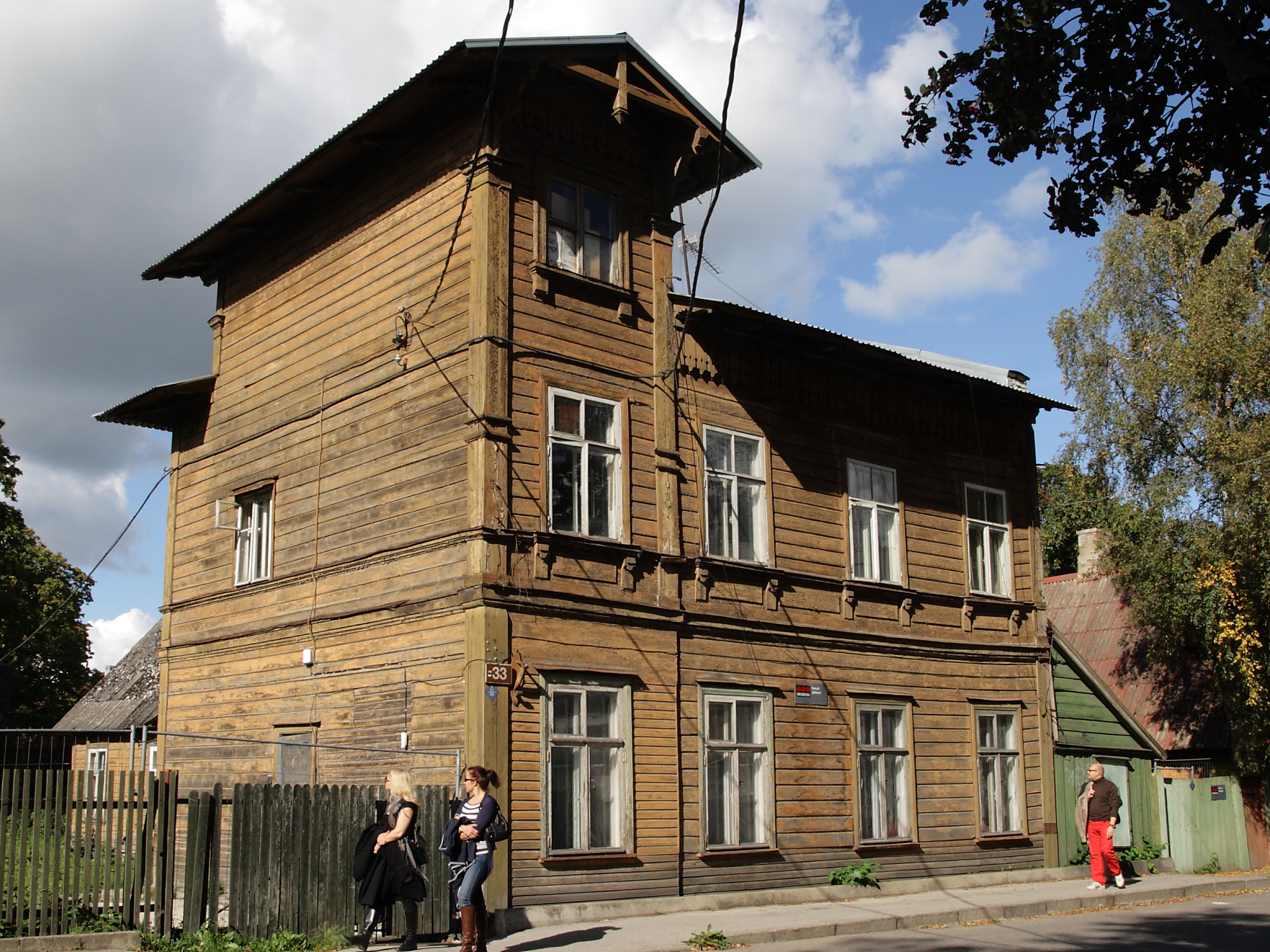
Poska 33
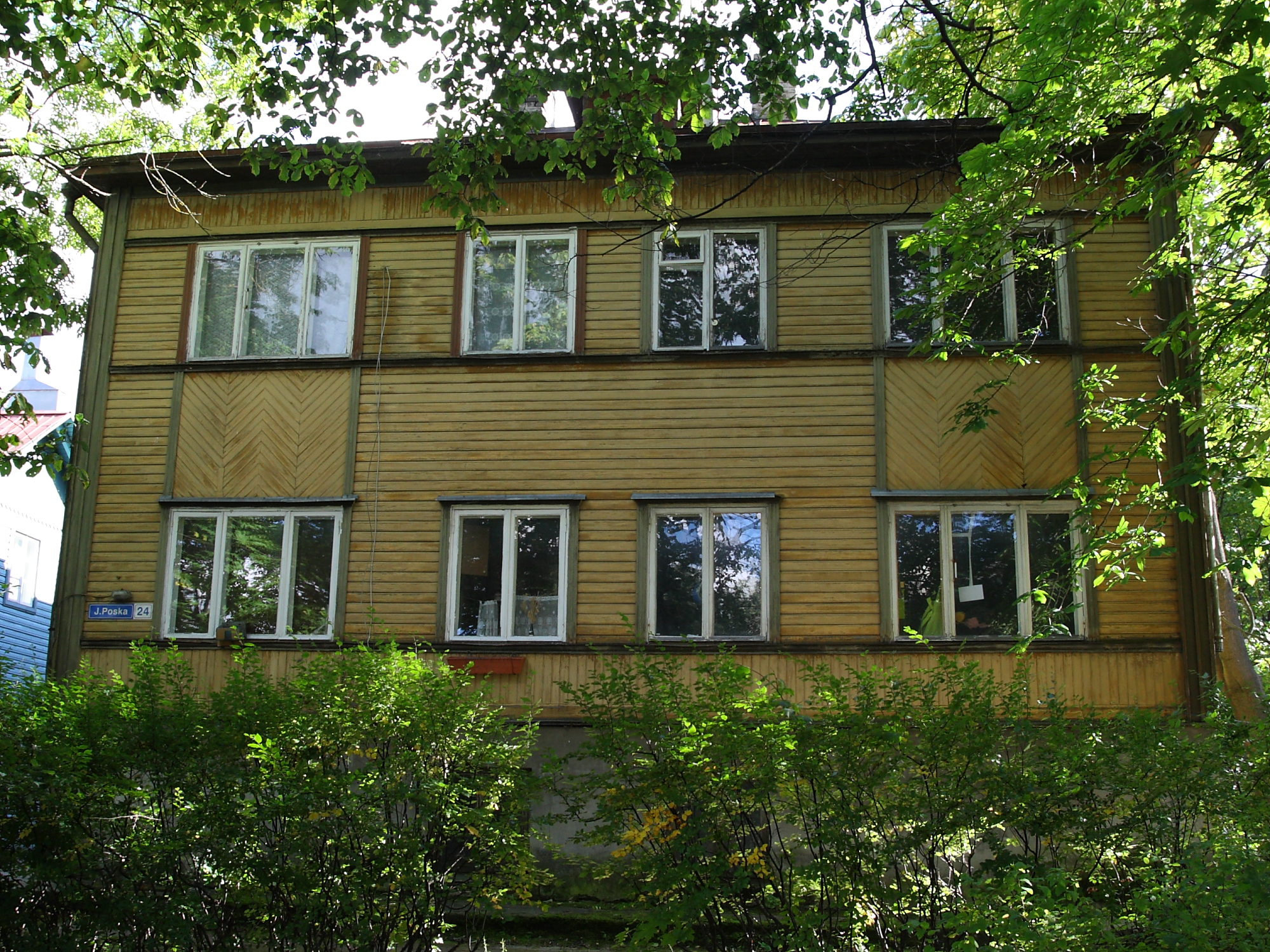
Poska 24
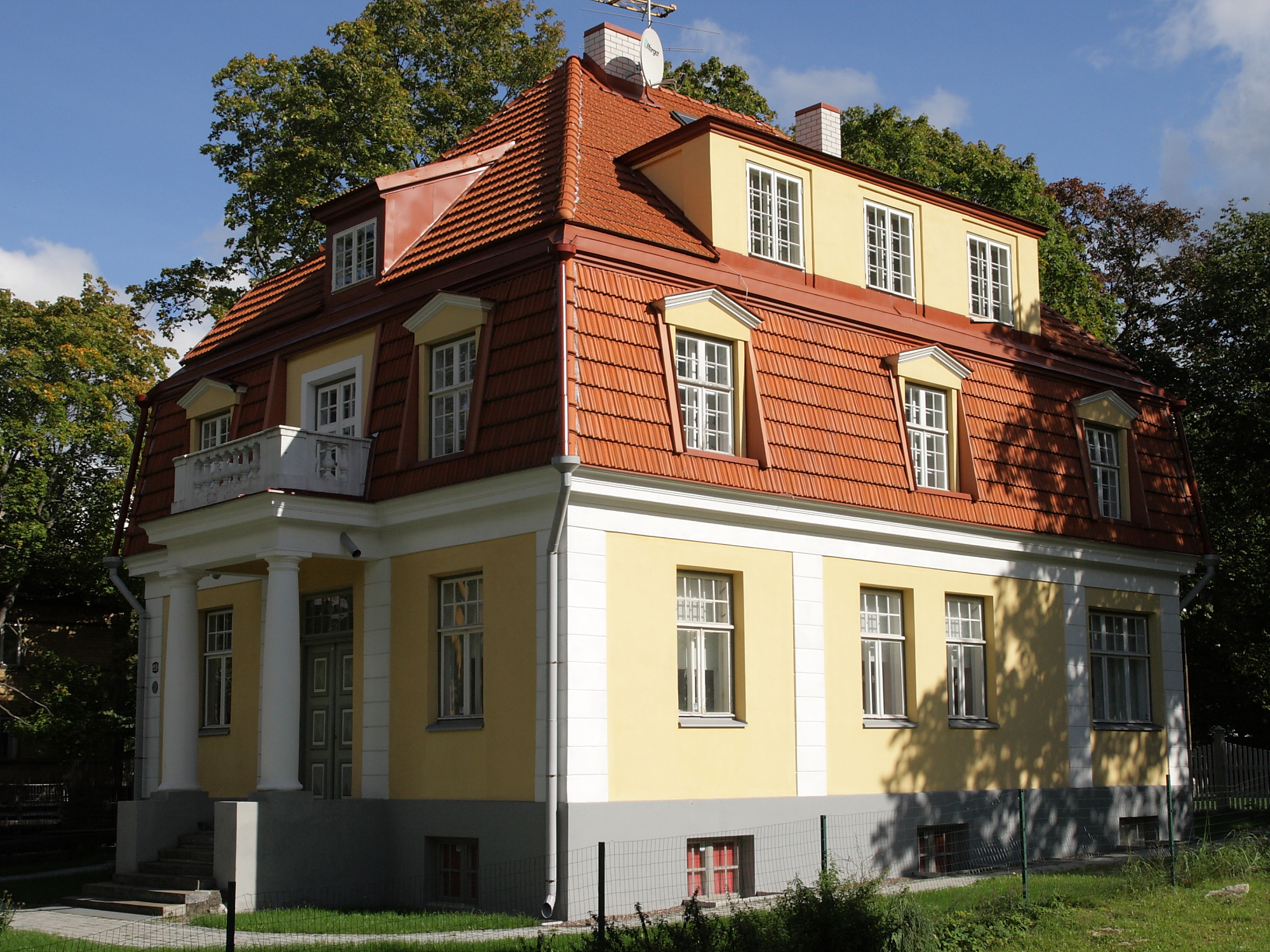
Poska 20
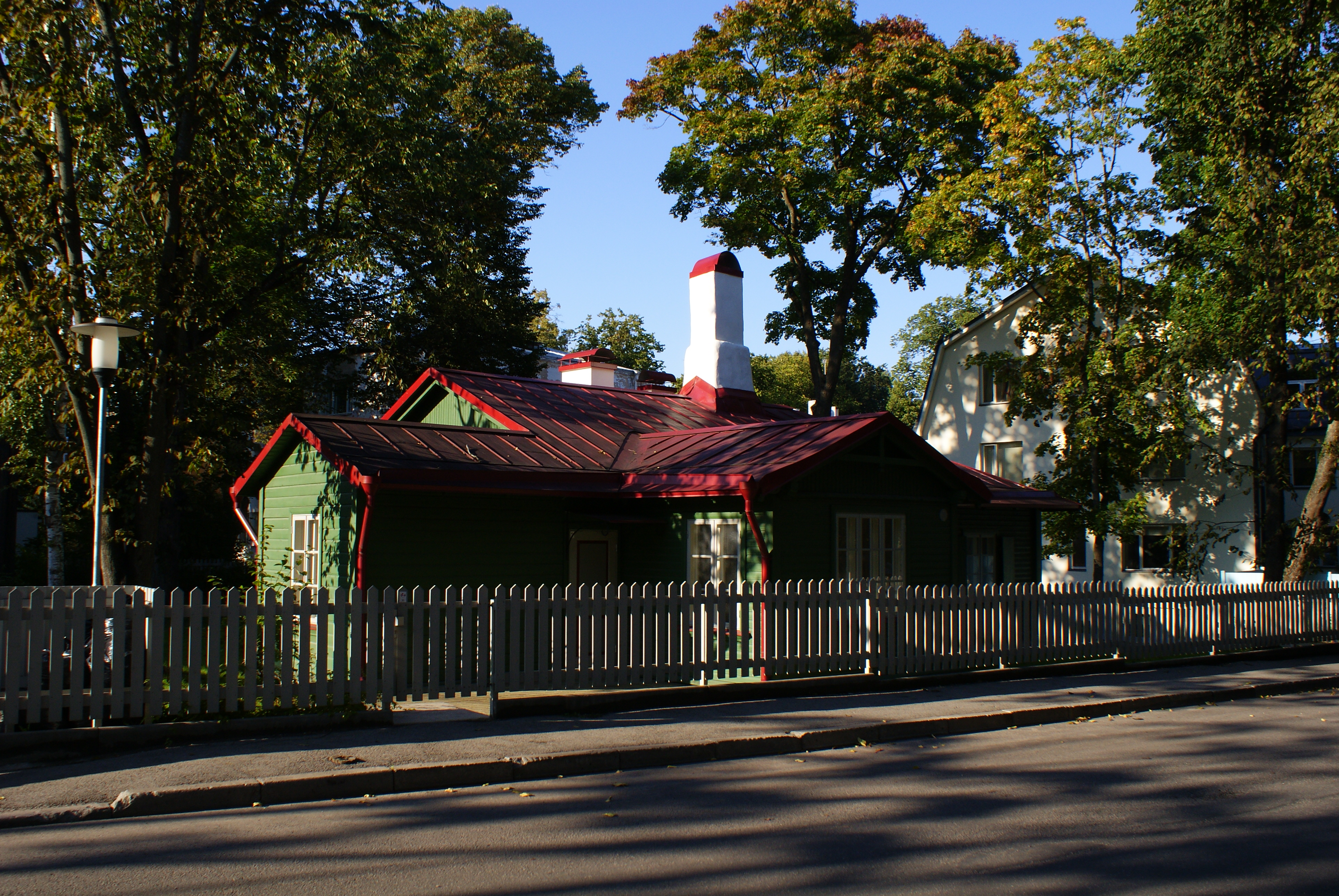
J. Poska 19
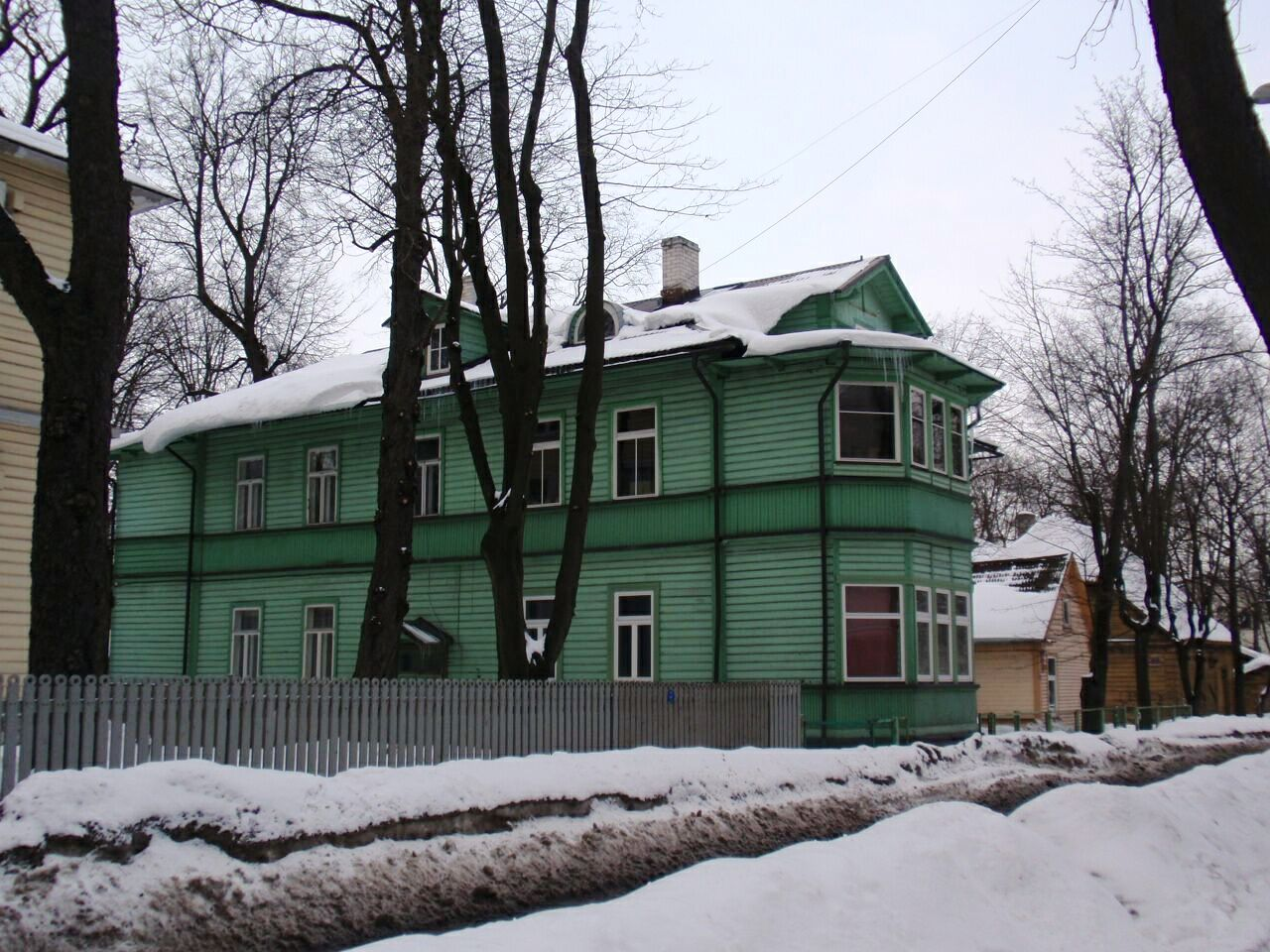
Poska 17
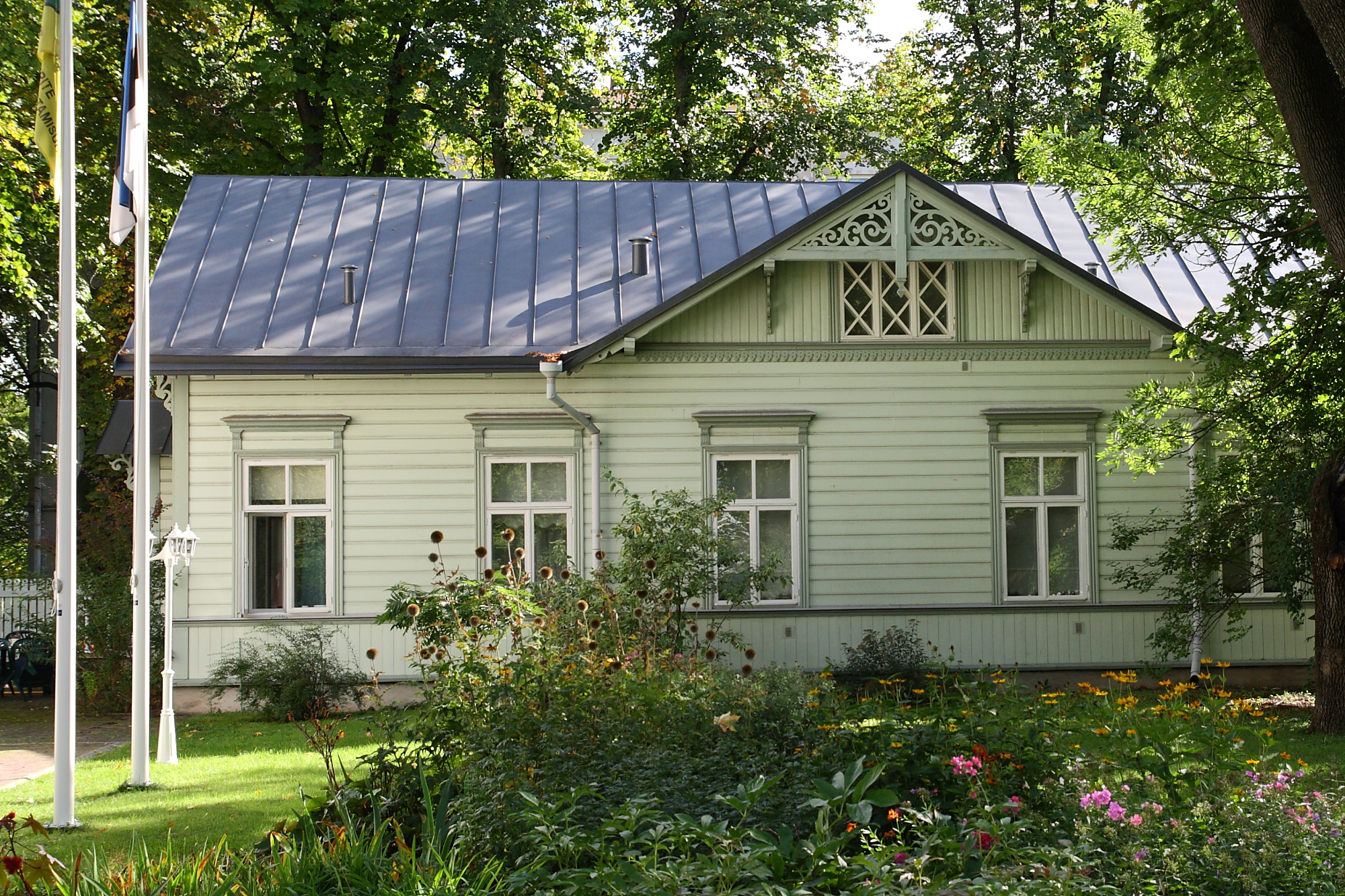
Poska 15,
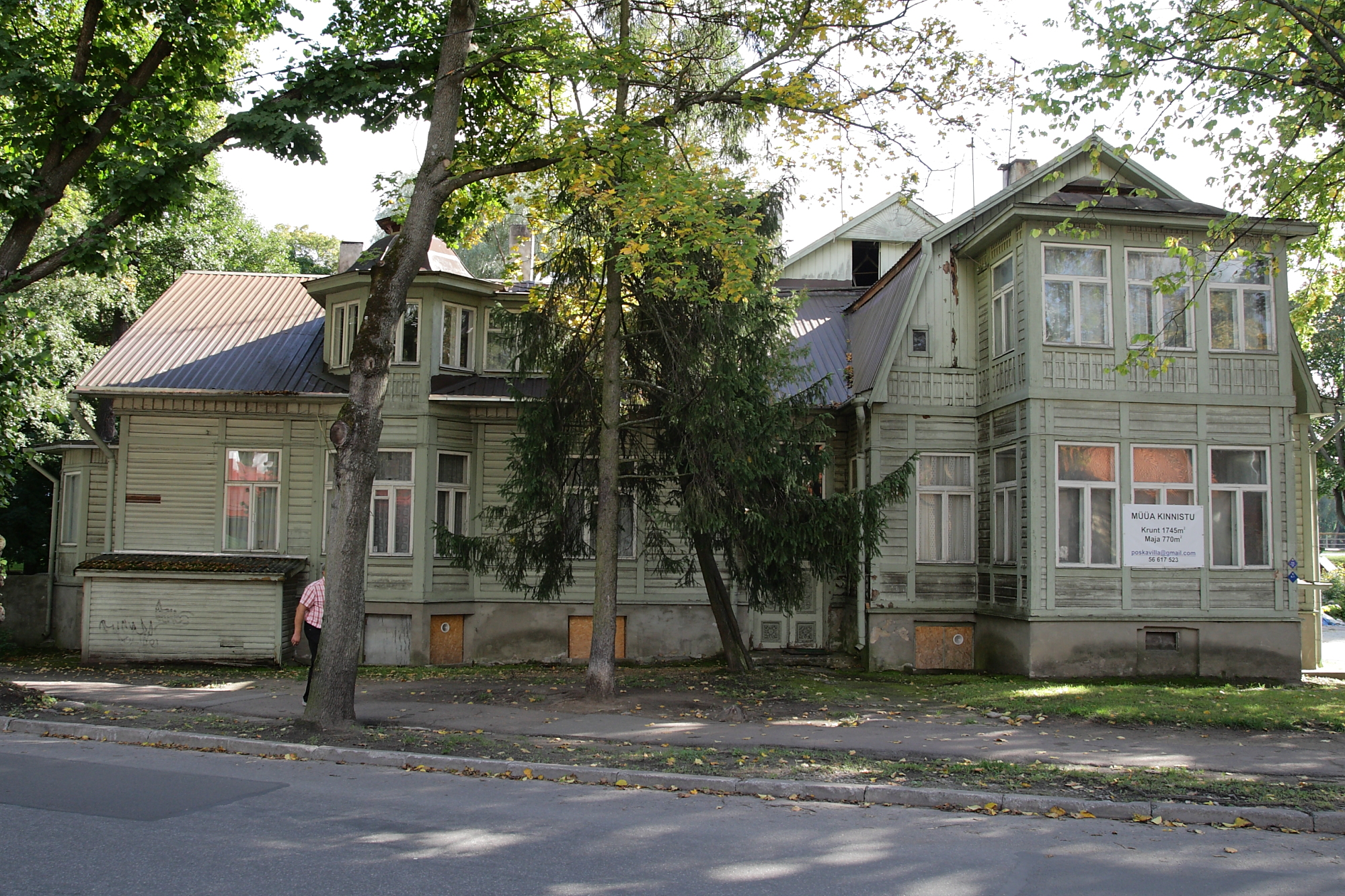
Poska 14
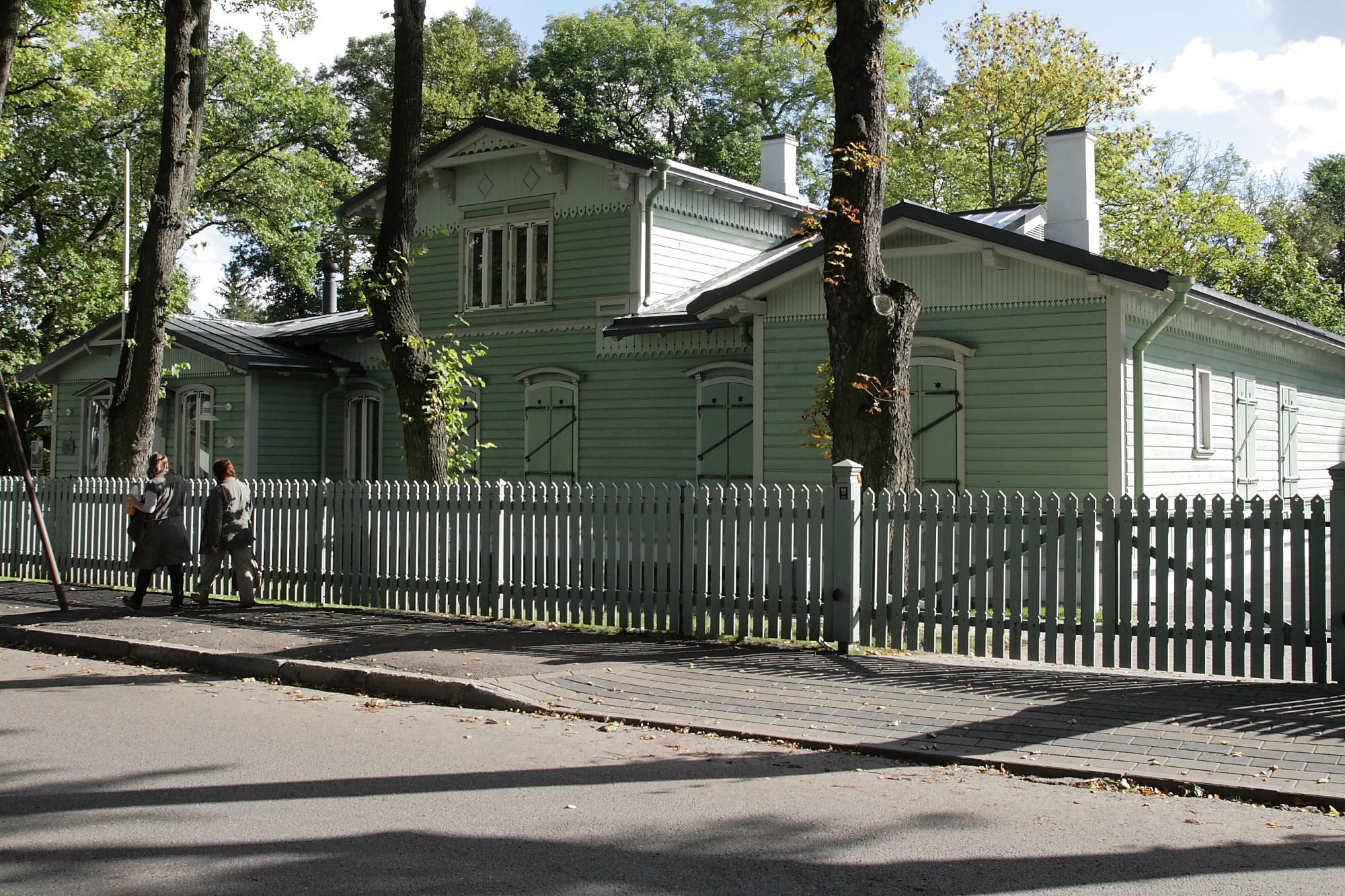
Poska 8, Musée Jaan Poska